# Círculos inscrito e exinscrito em um triângulo

Um triângulo (em preto) com o círculo inscrito (em azul), incentro (I), círculos exinscritos (em laranja), exincentros (J_{A},J_{B},J_{C}), bissetrizes internas (em vermelho) bissetrizes dos ângulos externos (em verde)

Em geometria, o círculo inscrito de um triângulo é o maior círculo contido no triângulo, que toca os (é tangente aos) três lados do triângulo. O centro do círculo inscrito é chamado de incentro do triângulo.
Um círculo exinscrito de um triângulo é um circulo externo ao triângulo, tangente a um de seus lados e às extensões dos outros dois.  Todo triângulo possui três círculos exinscritos distintos, cada um tangente a um dos lados do triângulo. O centro do círculo exinscrito é chamado de exincentro do triângulo.
.